# رضایت جنسی در حقوق
موافقت جنسی نقش مهمی در قوانین مربوط به تجاوز جنسی، حمله جنسی و سایر اشکال خشونت جنسی ایفا می‌کند. در یک دادگاه حقوقی، اینکه آیا قربانی ادعایی به‌طور آزادانه موافق بوده‌است یا خیر و آیا آنان قابلیت دادن موافقت را داشته‌اند یا خیر، می‌تواند تعیین‌کننده باشد که آیا تجاوز کننده متهم به تجاوز جنسی، حمله جنسی یا یک شکل دیگری از تجاوز جنسی محسوب می‌شود یا خیر.
اگرچه بسیاری از حوزه‌های قضایی تعریف دقیقی از موافقت جنسی ندارند، اما تقریباً تمامی حوزه‌های قضایی در جهان یک سن قانونی را تعیین نموده‌اند که قبل از آن کودکان قابلیت دادن موافقت به فعالیت جنسی را نداشته باشند و همین امر باعث تعیین شدن تجاوز قانونی به آنان می‌شود (به قوانین مربوط به سوء استفاده جنسی از کودکان مراجعه شود).
در بسیاری از حکومت‌ها قوانین و شرایطی تعیین شده‌است که طبق آن افراد بزرگسال نیز قابلیت موافقت را ندارند، مانند بیهوشی، مستی به دلیل مصرف الکل یا داروی دیگر، معلولیت ذهنی یا جسمی، یا فریب دربارهٔ طبیعت عمل یا هویت متهم (تجاوز از طریق فریب دادن). بیشتر اختلاف در این باره است که آیا قانون تجاوز برای بزرگسالان سالم و قابل موافقت باید بر اساس عدم موافقت آنان به رابطه جنسی یا بر اساس اجبار آنان به رابطه جنسی از طریق خشونت یا تهدیدات بنا شود. برخی از قوانین تعیین می‌کنند که تا زمانی که هیچ اجباری بر آنان اعمال نگردیده باشد، افراد قادر به موافقت همیشه به‌طور خودکار به رابطه جنسی موافقت می‌کنند (موافقت ضمنی)، در حالی که قوانین دیگر تعیین می‌کنند که موافقت کردن یا عدم موافقت یک موضوع است که فقط افراد قادر می‌توانند با تمام اراده خود انجام دهند (موافقت آزاد یا مثبت).

## قوانین مبتنی بر اجبار در مقابل قوانین مبتنی بر موافقت
قوانین مبتنی بر اجبار در مقابل قوانین مبتنی بر موافقت در نظریه حقوقی، دو مدل اصلی در قوانین مبارزه با تجاوز و سایر اشکال خشونت جنسی وجود دارند:
1. مدل مبتنی بر اجبار: این مدل نیازمند این است که عمل جنسی به وسیله اجبار، خشونت، نیروی فیزیکی یا تهدید از خشونت یا نیروی فیزیکی انجام شود تا عمل به عنوان تجاوز محسوب شود.[۱]
2. مدل مبتنی بر موافقت: در این مدل، نیازمند وجود عمل جنسی است که طرف دیگر به آن موافقت نکرده‌است تا عمل به عنوان تجاوز شناخته شود.[۱]

## قانون بین‌المللی
قانون ۷۰ (که در سال ۲۰۰۲ منتشر گردید) از قوانین رویه و شواهد دیوان کیفری بین‌المللی (که دربارهٔ تعارضات نظامی بین کشورها قانون تعیین می‌کند) چکیده‌ای از استنتاجات غیرمجاز از رضایت که متهمان ممکن است سعی کنند برای ادعای رضایت داشتن از آن استفاده کنند را ارائه می‌دهد.
قانون ۷۰: اصول شواهد در موارد خشونت جنسی
در موارد خشونت جنسی، دادگاه باید اصول زیر را رعایت نموده و در صورت لزوم اجرا نماید:
1. از هیچ کلمات یا رفتاری که توسط قربانی انجام شده‌است نمی‌توان نتیجه گرفت که رضایت به دلیل وجود اجبار، تهدید به خشونت، اعمال زور یا بهره بردن از یک محیط اجباری، از توانایی قربانی برای اعطای رضایت به‌صورت داوطلبانه و واقعی تضعیف شده‌است.
2. از هیچ کلمه یا رفتاری که توسط قربانی انجام گردیده‌است نمی‌توان نتیجه گرفت که رضایت به دلیل ناتوانی قربانی در اعطای رضایت واقعی نبوده‌است.
3. نمی‌توان از سکوت یا عدم مقاومت قربانی در برابر خشونت جنسی ادعایی، به دلیل عدم توانایی قربانی در اعطای رضایت، نتیجه گرفته شود.
4. اعتبار، شخصیت یا تمایل به دسترسی جنسی قربانی یا شاهد نمی‌تواند به دلیل ماهیت جنسی رفتار قبلی یا بعدی قربانی یا شاهد، استنتاج شود.: 155–156 